# Oziorni (Tver)
Oziorni (ruso: Озёрный) es un asentamiento de tipo urbano de Rusia. Se ubica geográficamente en la óblast de Tver, pero se halla bajo jurisdicción federal como una localidad cerrada, por lo que se autogobierna como ókrug urbano.
En 2021, el asentamiento tenía una población de 9951 habitantes.
Comprende un conjunto de áreas discontinuas al suroeste del raión de Bologoye, en el cual se enclava parcialmente. La localidad de Oziorni forma una conurbación con el posiólok de Výpolzovo, que es uno de los asentamientos rurales de dicho raión.

## Historia
Fue fundada por la Unión Soviética en 1972, para formar un asentamiento militar secreto junto al pueblo de Výpolzovo, en cuya población se incluyeron los habitantes de Oziorni en los datos oficiales hasta 1992. Su nombre postal en clave era "Bologoye-4" y se eligió esta ubicación porque desde la década de 1930 se ubicaba aquí la base aérea de Výpolzovo, actualmente en desuso. Adoptó estatus de asentamiento de tipo urbano en 1992. Un decreto presidencial de 2001 mantiene su estatus cerrado, ya que alberga una división de misiles estratégicos y una planta de reparación de automóviles militares.